# کلیفورد دارلینگ
کلیفورد دارلینگ (انگلیسی: Clifford Darling؛ ۶ فوریهٔ ۱۹۲۲ – ۲۷ دسامبر ۲۰۱۱) یک سیاست‌مدار اهل باهاما بود. کلیفورد دارلینگ در ۲۷ دسامبر ۲۰۱۱ در سن ۸۹ سالگی درگذشت.